# كاميلي روي (سياسي)
كاميلي روي هو سياسي كندي، ولد في 13 يوليو 1911 في نيكوليت في كندا، وتوفي بنفس المكان في 29 مارس 1969. نشط حزبياً في الاتحاد الوطني. وقد انتخب عضو الجمعية الوطنية في كيبك ‏.